# 7214 Anticlus
7214 Anticlus (1973 SM1) là một thiên thể Troia của Sao Mộc được phát hiện ngày 19 tháng 9 năm 1973 bởi Cornelis Johannes van Houten, Ingrid van Houten-Groeneveld và Tom Gehrels ở Đài thiên văn Palomar.